# Calamotettix flavescens
Calamotettix flavescens är en insektsart som beskrevs av Alexander Fyodorovich Emeljanov 1962. Calamotettix flavescens ingår i släktet Calamotettix och familjen dvärgstritar. Inga underarter finns listade i Catalogue of Life.